# タラカ＝ニシ (カウンティ)
タラカ=ニシ（スワヒリ語: Wilaya ya Tharaka-Nithi、英語: Tharaka-Nithi County）はケニアの旧東部州中部のカウンティ。
2009年の人口は36万5330人。
中心都市はカスワナ。

## 人口
- 1999年8月24日：30万6443人
- 2009年8月24日：36万5330人[1]

## 隣接カウンティ
- 北西～北東：メルー
- 東～南東：キツイ
- 南～南西：エンブ

## 民族
タラカ=ニシ (カウンティ)はメルー人やチュカ人、ムサンビ人、ムウィンビ人の故郷である。

## 宗教
- キリスト教
  - カトリック
  - 長老派教会
  - メソジスト

## 経済
ケニア山周辺の他のカウンティと同じく、茶・珈琲の栽培、自給自足農業、畜産(山羊・羊)が中心である。

## 著名人
- ベルナルド・マテ（英語版）( Bernard Mate)(1922年～1994年)：ケニア独立戦争時の政治家。所属はケニア・アフリカ民主連合（英語版）。